# Municipio Simón Rodríguez (Anzoátegui)
El Municipio Bolivariano Simón Rodríguez es un municipio del Estado Anzoátegui, Venezuela, se encuentra ubicado al centro-sur de dicha entidad federal. Posee una superficie de 703 km² y tenía una población de 193 524 habitantes (2023), en este municipio. El municipio está conformado por las parroquias Miguel Otero Silva y Edmundo Barrios. Su capital es la ciudad de El Tigre. El municipio debe su nombre al maestro del Libertador Simón Rodríguez. Su desarrollo se debe al impacto petrolero que se inició en esta zona el 23 de febrero de 1933, aunque el sector ganadero también es importante.

## Historia
Según algunas versiones, el origen de El Tigre se remonta a un hato de los Monagas. En documentos históricos se mencionan las montañas de El Tigre como lugar de refugio de patriotas, incluyendo a Zaraza. Durante el siglo xviii existieron poblaciones como San Máximo de El Tigre (fundada en 1776) y Santa Gertrudis de El Tigre, de las cuales no se conservan restos en la actualidad.
Una tradición ubica los orígenes modernos de la ciudad hacia el año 1840, cuando Teodoro Falcón Campos, español residente en Chamariapa (actual Cantaura), se trasladó junto a pobladores tamanaicos al banco de Guanipa para fundar un hato de ganado vacuno y caballar. En ese lugar estableció el fundo que denominó El Tigre, nombre que también adoptó el caserío conformado por viviendas de palma y barro construidas por las comunidades indígenas vecinas. Este asentamiento se convirtió en un núcleo de concentración poblacional, dando origen a los primeros caseríos y aldeas rurales.
En 1918 se iniciaron las primeras exploraciones petroleras en la región. El 15 de diciembre de 1932, geólogos establecieron el campamento Oficina, que daría nombre a un conjunto de campos petroleros. La fundación oficial de El Tigre se atribuye al 23 de febrero de 1933, fecha en la que la Gulf Oil Company dio inicio a la perforación del pozo OG-1 (Oficina Gulf 1). Este pozo alcanzó su reventón el 16 de julio de 1937, al liberar un chorro de petróleo desde el subsuelo de la Mesa de Guanipa, con una producción estimada de 1500 barriles diarios al final de ese mismo año. Según el testimonio de Cleto Quijada, para controlar el pozo en febrero de 1937 fue necesaria la llegada de personal técnico desde el estado Zulia.
El 4 de enero de 1939, la Asamblea Legislativa del estado Anzoátegui creó el municipio Simón Rodríguez, designando como capital a la naciente población de El Tigre. El 26 de abril de 1939, el gobernador Pedro Felipe Arreaza Calatrava firmó el decreto que elevó la comisaría de El Tigre a la categoría de municipio, bajo jurisdicción del Distrito Freites.
Durante este auge petrolero surgió también la comunidad de El Tigrito, cercana al campo Oficina, cuya cotidianidad inspiró la novela Oficina N.º 1 del escritor Miguel Otero Silva. Aunque algunos sostienen que El Tigre no fue propiamente fundado, sino que surgió como consecuencia de la actividad económica, hay quienes consideran a Teodoro Falcón Campos como su fundador simbólico. Con el tiempo, El Tigre atrajo migración interna de distintas partes del país, especialmente de la isla de Margarita, y se consolidó como un importante centro urbano y comercial, así como en un nodo clave de las comunicaciones terrestres del oriente del país y de la región guayanesa.
El 14 de febrero de 1948, mediante decreto, la Asamblea Legislativa del estado Anzoátegui creó el Distrito Simón Rodríguez, con una superficie de 1805 km², designando a El Tigre como su capital y a El Tigrito como municipio.

## Parroquias
| Parroquia                 | Superficie | Población    | Densidad        |
| ------------------------- | ---------- | ------------ | --------------- |
| Edmundo Barrios           | 101 km²    | hab.         | hab./km²        |
| Miguel Otero Silva        | 602 km²    | hab.         | hab./km²        |
| Municipio Simón Rodríguez | 703 km²    | 213.524 hab. | 303,73 hab./km² |

## Símbolos

### Bandera Municipal

Bandera Municipal

La Bandera del Municipio Simón Rodríguez, quedó estructurada de la siguiente manera: 
La Bandera está formada por siete rectángulos horizontales, del mismo tamaño de color azul marino, seis rectángulos del mismo tamaño color blanco, y en su parte superior izquierdo, un rectángulo de color amarillo oro, cuyo tamaño es la tercera parte del tamaño de los tres primeros rectángulos azul marino y de los dos primeros rectángulos blancos y en el centro el escudo del municipio.
- Los rectángulos de color AZUL MARINO simbolizan la libertad y representan el cielo soberano y el reservorio acuífero que se encuentra en el subsuelo.

- Los rectángulos de color BLANCO simbolizan el espíritu servicial, la igualdad y valor de los individuos sin distingo alguno de ninguna índole, que ha caracterizado por siempre a los habitantes de este municipio.

- El Rectángulo AMARILLO ORO justificado a la izquierda de la bandera viene a representar la riqueza y prosperidad intelectual de las personas del municipio que han dejado un legado en las artes, literatura, música, canto, deporte, artes militares, teatro, actuación y las ciencias y tecnología.

### Escudo Municipal

Escudo del Municipio Simón Rodríguez

El Escudo del Municipio Simón Rodríguez fue dividido en dos campos horizontales los cuales se describen a continuación:
- El Campo Superior de fondo color blanco, lleva doce (12) reflejos de color amarillo oro que simbolizan los rayos del sol saliendo de un círculo dorado donde se encuentra la imagen del insigne maestro de nuestro Libertador Simón Bolívar, "Simón Rodríguez", hombre de mente amplia y de gran sabiduría, cuyo nombre lleva el Municipio.

- El Campo Inferior: del Escudo de color azul marino, que representa la riqueza y abundancia de agua subterránea que posee nuestro municipio.

El Escudo está coronado por una estrella de color negra simbolizando el pozo petrolero OG-1, inmortalizado por el gran escritor, poeta, periodista, ensayista, humorista, novelista, orador; Miguel Otero Silva, en su obra Oficina N° 1, encima del Escudo y la estrella se encuentra una cinta de color roja con la siguiente inscripción: “El Tigre 23 de Febrero de 1933”
En la base del Escudo salen dos ramas de Curatella americana (Chaparro) atadas con una cinta de color rojo que lleva la siguiente inscripción: 
- A la izquierda: “Orden”.
- En el centro: “Democracia”.
- A la derecha: “Igualdad”.

Sobre la cinta que ata las ramas de la Curatella americana (Chaparro), se encuentran cuatro frutos: dos (2) Mangos (Mangífera indica L.) y dos Mereyes (Anacardium occidentale L.), producidos y cosechados en abundancia en las tierras del municipio Simón Rodríguez. 

## Economía
Las actividades económicas del municipio tienden a ser relacionadas con el sector petrolero debido a las reservas petroleras de la zona, pues la misma, está ubicada sobre la Faja petrolífera del Orinoco. Siendo conocido que, la ciudad de El Tigre, se fundó debido a la existencia abundante de petróleo en la zona.  En la zona, aunque más petrolera que agrícola, existen unas condiciones climáticas y un suelo apto para el cultivo de maní, merey, mango, cebolla. También se debe resaltar la producción de miel que se realiza en la zona y ha funcionado como un sector económico que colabora en la economía en tiempos donde el petróleo no ha estado en su máximo ingreso. Toda esta industria agraria han impulsado la economía del municipio, en el cual se realizan algunas ferias temáticas al respecto. Además se dice que el municipio Simón Rodríguez, conserva una importancia económica en el sector del transporte, pues el mismo conecta con las principales carreteras de la ciudad y comparte un acceso demarcado hacia todas las regiones del país

## Geografía

### Ubicación
El municipio se localiza en el área centro-sur del Estado Anzoátegui, en la Región de los llanos a una distancia de 166 km de la capital del Estado, Barcelona, y a 461 km de la capital del país, Caracas. 
| Noroeste: Pedro María Freites | Norte: Pedro María Freites | Noreste: Pedro María Freites, Guanipa |
| Oeste: Francisco de Miranda   |                            | Este: Guanipa                         |
| Suroeste Francisco de Miranda | Sur: Francisco de Miranda  | Sureste: Guanipa, Independencia       |

### Límites
Por el norte: limita con el municipio Pedro María Freites desde un punto en el Río Tigre, coordenadas (N: 988.600-E: 352,100), aguas abajo, hasta el "Paso de las Mercedes", coordenadas (N: 987.600-E: 367.700).
Por el este: limita con el municipio Guanipa, partiendo en línea recta desde el Río La Peña, coordenadas,(N: 963.000-E: 385.100), prosigue, por este hasta su desembocadura en el Río Caris, coordenadas (N: 947.900-E:,391.500).
Por el sur: limita con la Parroquia Atapirire, desde la confluencia del Río La Peña, en el Río Caris, aguas arriba por este, hasta, su nacimiento, coordenadas (N: 976.500-E: 351.000).
Por el oeste: limita con el municipio Pedro María Freites, desde un punto en el Río Tigre, coordenadas (N: 988.600-E: 352.100), sigue en línea recta en sentido Sur Franco, hasta el nacimiento del Río Caris, coordenadas (N: 976.500-E: 351.000).

## Demografía
El municipio Simón Rodríguez, de acuerdo con una estimación poblacional para el 2011 por parte el Instituto Nacional de Estadística de Venezuela, posee una población de 236.566 (frente a 155.178 en 2000). Esto equivale al 12,4% de la población del estado.

## Política y gobierno

### Alcaldes
| Período     | Alcalde                     | Partido político / Alianza | % devotos | Notas |
| ----------- | --------------------------- | -------------------------- | --------- | --- |
| 1989 - 1992 | José Horacio Guzmán Requena |                            | 49,95     | Primer alcalde bajo elecciones directas |
| 1992 - 1995 | David Figueroa              | GIO                        | 46,68     | Segundo alcalde bajo elecciones directas |
| 1995 - 2000 | Miguel Arismendi            |                            | -         | Tercer alcalde bajo elecciones (se realizaron elecciones generales adelantadas en el 2000 debido a la aprobación de la Constitución de 1999) |
| 2000 - 2004 | Ángel Francisco Godoy       |                            | 43,15     | Cuarto alcalde bajo elecciones directas |
| 2004 - 2008 | Ernesto Paraqueima          |                            | 46,03     | Quinto alcalde bajo elecciones directas |
| 2008 - 2013 | Carlos Hernández            |                            | 48,59     | Sexto alcalde bajo elecciones directas (se postergan 1 año las elecciones municipales pautadas para finales del 2012)                        |
| 2013 - 2017 | Jesús Figuera               |                            | 41,87     | Séptimo alcalde bajo elecciones directas |
| 2017 - 2021 | Ernesto Raydán              |                            | 51,95     | Octavo alcalde bajo elecciones directas.(Electo con la tarjeta de COPEI, sin embargo pertenece a AD.)                                        |
| 2021 - 2023 | Ernesto Paraqueima          |                            | 41,26     | Noveno alcalde bajo elecciones directas. Destituido, encarcelado e inhabilitado por el Ministerio Público.                                   |
| 2023 - 2025 | Lilys Osuna                 |                            | -         | Asume como alcaldesa encargada en su condición de presidenta de la Cámara Municipal                                                          |

### Concejo municipal

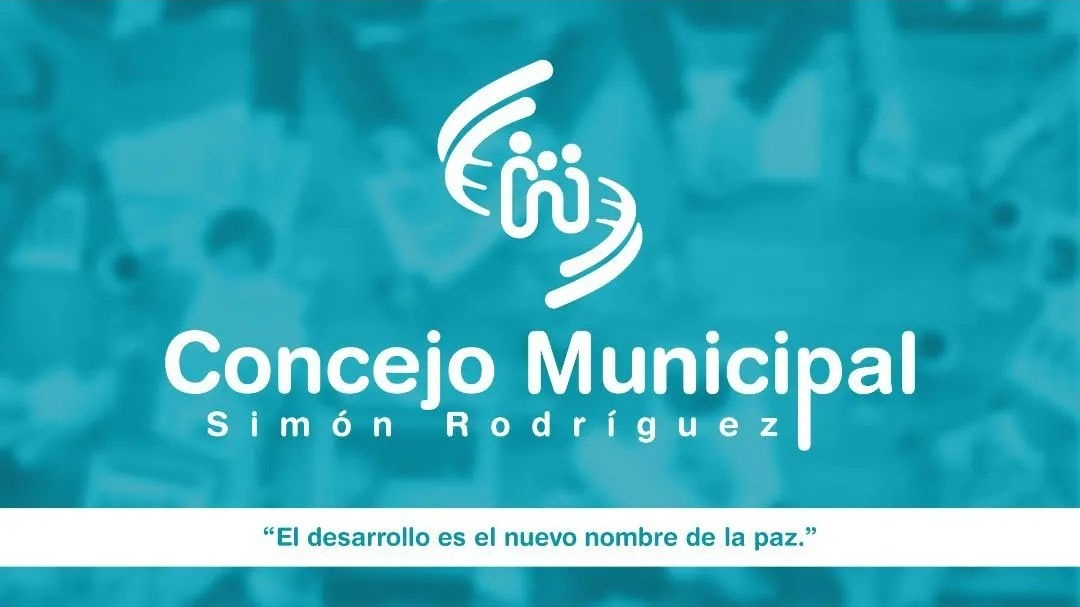
Logo actual del Concejo Municipal de Simón Rodríguez.

Período 1989 - 1992
| Concejales:               | Partido político / Alianza |
| ------------------------- | -------------------------- |
| Nelson Rodríguez          | AD                         |
| Miguel Arismendi          | AD                         |
| José María Salazar        | AD                         |
| José Gregorio Guevara     | AD                         |
| Emilio de Milo de la Roca | AD                         |
| Ducio Morales             | COPEI                      |
| Francisco Morales         | COPEI                      |
| Héctor Gil                | MAS                        |
| David Figueroa            | GIO                        |

Período 1992 - 1995
| Concejales:           | Partido político / Alianza |
| --------------------- | -------------------------- |
| José Carreño          | GIO                        |
| Hector Martínez       | GIO                        |
| José Hernández        | GIO                        |
| Fernando Guevara      | GIO                        |
| José Gregorio Guevara | AD                         |
| José Arismendi        | AD                         |
| Alfredo Urbina        | AD                         |
| Ducio Morales         | COPEI                      |
| Edna de Vallenilla    | COPEI                      |

Período 1995 - 2000
| Concejales:       | Partido político / Alianza |
| ----------------- | -------------------------- |
| Simon Vielma      | AD                         |
| Hector Vasquez    | AD                         |
| Omar Rojas        | AD                         |
| Neuman Cedeño     | AD                         |
| Yulen Rodríguez   | AD                         |
| Pedro Gago        | AD                         |
| Omar Narváez Ache | LCR                        |
| Fernando Guevara  | LCR                        |
| Juvencio Vivas    | LCR                        |

Período 2000 - 2005
| Concejales:          | Partido político / Alianza |
| -------------------- | -------------------------- |
| Julio Evanz          | MVR                        |
| Dignaida Marín       | MVR                        |
| Enrique Salazar      | MVR                        |
| Hildemaro Meza Piamo | MVR                        |
| José Tirado          | MVR                        |
| Jose Manuel Muñoz    | MAS                        |
| Norma Rojas          | MAS                        |
| Carlos Ramírez       | AD                         |
| Yulen Rodríguez      | GRUPO YA                   |

Período 2005 - 2013
| Concejales:       | Partido político / Alianza |
| ----------------- | -------------------------- |
| Victor Machuca    | MVR                        |
| Joainer Rodríguez | MVR                        |
| Maritza Maica     | MVR                        |
| Adriana Tineo     | MVR                        |
| Assad Nakkour     | MVR                        |
| Ali Valenzuela    | MVR                        |
| Beatriz Pauda     | MVR                        |
| Carlos Hernández  | MVR                        |
| José Brito        | PRVZL                      |

Período 2013 - 2018
| Concejales      | Partido político / Alianza |
| --------------- | -------------------------- |
| Francia Maestre | PSUV                       |
| Euclides Zabala | PSUV                       |
| José Flores     | PSUV                       |
| Javier Alfonzo  | PSUV                       |
| Romer Castillo  | PSUV                       |
| Rafael Silva    | PSUV                       |
| Dimas Acosta    | PSUV                       |
| Carmen Ramírez  | CONIVE                     |
| Ernesto Raydan  | AD/MUD                     |

Período 2018 - 2021
| Concejales        | Partido político / Alianza |
| ----------------- | -------------------------- |
| Alejandro Fuentes | PSUV                       |
| Francia Maestre   | PSUV                       |
| Omar Del Nogal    | PSUV                       |
| Yuselis Bastardo  | PSUV                       |
| Dimas Escobar     | PSUV                       |
| Isael Castillo    | PSUV                       |
| Assad Nakkour     | PSUV                       |
| Carmen Ramírez    | CONIVE                     |
| Jorge Márquez     | COPEI                      |

Período 2021 - 2025

| Concejales     | Partido político / Alianza |
| -------------- | -------------------------- |
| Jean Guevara   | Alianza Democrática        |
| Miguel León    | Alianza Democrática        |
| Ana García     | Alianza Democrática        |
| Ramón Sotillo  | Alianza Democrática        |
| Rosa Yépez     | Alianza Democrática        |
| Sheylla Ochoa  | PSUV                       |
| Assad Nakkour  | PSUV                       |
| Carmen Ramírez | CONIVE                     |
| Horacio Guzmán | MUD                        |